# Róbert Erban
Róbert Erban (Piešťany, 9 de julio de 1972) es un deportista eslovaco que compitió en piragüismo en la modalidad de aguas tranquilas.
Ganó cuatro medallas en el Campeonato Mundial de Piragüismo entre los años 1991 y 2006 (la primera ganada bajo nacionalidad checoslovaca), y seis medallas en el Campeonato Europeo de Piragüismo entre los años 2000 y 2006.

## Palmarés internacional
| Representando a Checoslovaquia |                          |                   |             |
| Campeonato Mundial             |                          |                   |             |
| Año                            | Lugar                    | Medalla           | Competición |
| 1991                           | París (Francia)          | Medalla de bronce | K2 10 000 m |
| Representando a Eslovaquia     |                          |                   |             |
| Campeonato Mundial             |                          |                   |             |
| Año                            | Lugar                    | Medalla           | Competición |
| 2005                           | Zagreb (Croacia)         | Medalla de plata  | K4 500 m    |
| 2005                           | Zagreb (Croacia)         | Medalla de plata  | K4 1000 m   |
| 2006                           | Szeged (Hungría)         | Medalla de oro    | K4 500 m    |
| Campeonato Europeo             |                          |                   |             |
| Año                            | Lugar                    | Medalla           | Competición |
| 2000                           | Poznań (Polonia)         | Medalla de plata  | K4 500 m    |
| 2002                           | Szeged (Hungría)         | Medalla de plata  | K2 1000 m   |
| 2005                           | Poznań (Polonia)         | Medalla de oro    | K4 1000 m   |
| 2005                           | Poznań (Polonia)         | Medalla de plata  | K4 500 m    |
| 2006                           | Račice (República Checa) | Medalla de oro    | K4 500 m    |
| 2006                           | Račice (República Checa) | Medalla de oro    | K4 1000 m   |